# BEST FINGER 25th anniversary selection
『BEST FINGER 25th anniversary selection』（ベスト・フィンガー・トウェンティフィフス・アニバーサリー・セレクション）は、日本の歌手中森明菜のベスト・アルバム。このアルバムは2006年1月11日にユニバーサルシグマよりリリースされた（CD: UMCK-1200、デジタル・ダウンロード）。

## 背景
『BEST FINGER 25th anniversary selection』は、中森のデビュー25周年目を記念したベスト・アルバムとして、2006年1月11日にCD(UMCK-1200)とデジタル・ダウンロードの2形態で同時発売された。本作発売記念として、携帯用着信メッセージのリクエストを募集し配信された。CD盤のディスクジャケットは中森の手形をプリントした。また、初回仕様では、スリーブケース仕様に加えて5色色違いのブックレットとなっており、計5種類のCD盤が存在する。ライナーノーツには、佐々友成、戒能允による全曲解説が収められた。本作のプロデュースは中森が担当し、選曲も中森本人が手掛けた。収録内容は、2002年のユニバーサルミュージック移籍第1弾となった「The Heat 〜musica fiesta〜」から2005年12月発売の「落花流水」までのシングル曲に加えて、1995年以降に再録音されたワーナー時代のシングル曲が収録された。このうち、「スローモーション」、「ミ・アモーレ〔Meu amor é･･･〕」、「TATTOO」、「難破船」、「TANGO NOIR」の5曲は、1995年12月発売のベスト・アルバム『true album akina 95 best』のヴァージョンが収録され、2002年12月発売の『Akina Nakamori〜歌姫ダブル・ディケイド』ヴァージョンからは「飾りじゃないのよ涙は」が収録された。また、「DESIRE -情熱-」、「少女A」、「北ウイング」、「十戒 (1984)」、「1⁄2の神話」の全5曲は2005年新録ヴァージョンで収録された。この5曲は、『CR中森明菜・歌姫伝説』とタイアップしており同機に収録された。レコーディングは、一口坂スタジオ、BURNISH STONE Recording studios、ウエストサイドで行われた。

## シングル
「落花流水」が、本作からのリード・シングルとして2005年12月7日に発売された。この楽曲は、テレビ東京『天下騒乱〜徳川三代の陰謀』の主題歌である。この楽曲は、本作では1曲目に配置された。

## 同時発売
本作と同時に、ライブDVD『Akina Nakamori Special Live 2005 Empress at CLUB eX』も発売された。『BEST FINGER 25th anniversary selection』はユニバーサルシグマから発売されたが、同時発売となったライブDVDはエイベックスからリリースされた。デビュー記念作品が2つのメーカーから同時リリースされたことについて「異例」とも伝えられた。

## 批評
HMVは『BEST FINGER 25th anniversary selection』について、「まさにこれまで25年間の歩みと同時に、現在の中森明菜を感じられる作品に仕上がっています。」と批評した。

## チャート成績
『BEST FINGER 25th anniversary selection』は、オリコン週間アルバムチャートの2006年1月23日付で、最高順位29位を記録した。同チャートには、計8週に渡ってランクインしている。

## 収録曲
| #         | タイトル                                                                                                 | 作詞                                  | 作曲           | 編曲         | 時間  |
| --------- | --- | ------------------------------------- | -------------- | ------------ | ----- |
| 1.        | 「落花流水」(テレビ東京系新春ワイド時代劇『天下騒乱〜徳川三代の陰謀』主題歌)                             | 松本隆                                | 林田健司       | 坂本昌之     | 4:07  |
| 2.        | 「スローモーション」(『true album akina 95 best』より)                                                   | 来生えつこ                            | 来生たかお     | 藤原いくろう | 5:11  |
| 3.        | 「DESIRE -情熱-」(2005年新録version)                                                                     | 阿木燿子                              | 鈴木キサブロー | 上杉洋史     | 4:23  |
| 4.        | 「少女A」(2005年新録version)                                                                             | 売野雅勇                              | 芹澤廣明       | 上杉洋史     | 3:33  |
| 5.        | 「初めて出逢った日のように」                                                                             | KIM HYUNG SEOK 松井五郎（日本語詞）   | KIM HYUNG SEOK | 武部聡志     | 4:28  |
| 6.        | 「北ウイング」(2005年新録version)                                                                        | 康珍化                                | 林哲司         | 上杉洋史     | 4:44  |
| 7.        | 「十戒 (1984)」(2005年新録version)                                                                       | 売野雅勇                              | 高中正義       | 上杉洋史     | 3:31  |
| 8.        | 「Days」                                                                                                 | 中森明菜                              | 織田哲郎       | 武部聡志     | 4:57  |
| 9.        | 「ミ・アモーレ〔Meu amor é･･･〕」(『true album akina 95 best』より)                                      | 康珍化                                | 松岡直也       | 藤原いくろう | 4:23  |
| 10.       | 「TATTOO」(『true album akina 95 best』より)                                                             | 森由里子                              | 関根安里       | 是永巧一     | 4:01  |
| 11.       | 「1⁄2の神話」(2005年新録version)                                                                         | 売野雅勇                              | 大沢誉志幸     | 上杉洋史     | 3:22  |
| 12.       | 「難破船」(『true album akina 95 best』より)                                                             | 加藤登紀子                            | 加藤登紀子     | 佐山雅弘     | 4:06  |
| 13.       | 「赤い花」                                                                                               | KIM HYUNG SEOK 川江美奈子（日本語詞） | KIM HYUNG SEOK | 武部聡志     | 5:28  |
| 14.       | 「The Heat 〜musica fiesta〜」(シングル・バージョン；TBS系TV『ワンダフル』2002年5月エンディング・テーマ) | Adya                                  | URU            | URU          | 4:10  |
| 15.       | 「TANGO NOIR」(『true album akina 95 best』より)                                                         | 冬杜花代子                            | 都志見隆       | 藤原いくろう | 4:31  |
| 16.       | 「飾りじゃないのよ涙は」(『歌姫D.D』より)                                                                | 井上陽水                              | 井上陽水       | 村田陽一     | 4:27  |
| 17.       | 「華 -HANA-」(NHK-BS1『地球ウォーカー』テーマ曲)                                                         | 夏野芹子                              | 内池秀和       | 鳥山雄司     | 4:46  |
| 合計時間: | 合計時間:                                                                                                | 合計時間:                             | 合計時間:      | 合計時間:    | 74:37 |

## リリース履歴
| 発売日        | レーベル           | 規格  | 品番      |
| ------------- | ------------------ | ----- | --------- |
| 2006年1月11日 | ユニバーサルシグマ | CD    | UMCK-1200 |
| 2017年5月3日  | ユニバーサルシグマ | UHQCD | UPCH-7274 |

## クレジット
『BEST FINGER 25th anniversary selection』のライナー・ノーツより
ミュージシャン
| - プロデュース: 中森明菜 - 坂本昌之：プログラミング (M-1) - 古川望：ギター (M-1) - 弦一徹ストリングス：ストリングス (M-1) - 上杉洋史：アレンジ、キーボード&プログラミング (M-3、4、6、7、11) | - 阿部薫：ドラムス (M-3、4、6、7、11) - Hidetoshi Suzuki：ギター (M-3、4、6、7、11) - 日高恵一：ギター (M-3、4、6、7、11) - Hiroshi Yamazaki：ベース (M-3、4、6、7、11) |

スタッフ
| - 録音: 一口坂スタジオ、BURNISH STONE Recording studios - Recorded & Mixed: ウエストサイド - Mastered at UNIVERSAL RECORDING STUDIOS #2 - Recorded by 諸鍛冶辰也 - Recorded & Mixed by 安達義規 (MIXER'S LAB CO, LTD) - Mastered by Hideaki Nishimura (UNIVERSAL MUSIC K.K.) - Directed by 鈴木順 (Halftone Music & Systems) - A&R：森淳一、Taku Nakamura（ユニバーサルシグマ） - プロモーション：Toshio Kanehako、大原浩（ユニバーサルシグマ） - ゼネラル・プロデューサー（プロダクト・マネジメント）：藤倉尚（ユニバーサルシグマ） | - セールス・プロモーション：Ryuji Yamamoto (UNIVERSAL MUSIC K.K.) - デザイン・コーディネーション：宮本仁美 (UNIVERSAL MUSIC K.K.) - 撮影：Ryo Kanzaki - ヘア・メイク：中森明菜 - アート・ディレクター：中島裕次 - デザイナー：小林純 - スーパーバイザー：羽佐間健二、佐々友成、Tomonobu Kikuchi - エグゼクティブ・プロデューサー：寺林晁 (UNIVERSAL MUSIC K.K.)、Kazu Koike（ユニバーサルシグマ） - エグゼクティブ・プロデューサー & ディレクター：門村崇志 |

## 参照
1. 1 2 3 4 5 6 7 8 9  『BEST FINGER 25th anniversary selection』（12cmCD）中森明菜、ユニバーサルシグマ、2006年1月11日。UMCK-1200。
2. ↑  “楽天ブックス: ベスト・フィンガー〜中森明菜25周年記念セレクション - 中森明菜 : CD”.  楽天. 2011年6月5日閲覧。
3. 1 2 3  “中森明菜 25周年記念セレクション ベスト・フィンガー 中森明菜のプロフィールならオリコン芸能人事典-ORICON STYLE”.  オリコン. 2012年4月15日閲覧。
4. 1 2 3 4  “中森明菜 / 25周年記念セレクション ベスト・フィンガー [CD] [アルバム] - CDJournal.com”.   音楽出版社. 2012年4月25日閲覧。
5. ↑  “iTunes - ミュージック - 中森明菜「ベスト・フィンガー〜中森明菜25周年記念セレクション」”.  Apple. 2012年8月24日閲覧。
6. 1 2 3 4  “中森明菜 - ベスト・フィンガー〜中森明菜25周年記念セレクション - UNIVERSAL MUSIC JAPAN”.  ユニバーサルミュージック合同会社. 2012年8月24日閲覧。
7. ↑  “ITmedia +D モバイル：中森明菜のスペシャル着信メッセージのリクエストを募集”.  ITmedia (2006年1月11日). 2006年3月13日時点のオリジナルよりアーカイブ。2011年6月5日閲覧。
8. ↑  (2006年1月11日) 中森明菜『BEST FINGER 25th anniversary selection』の告知ポスター [12cmCD]. ユニバーサルシグマ (UMCK-1200).
9. ↑  “FAITHWAY - ニュース”.   FAITHWAY. 2006年2月6日時点のオリジナルよりアーカイブ。2012年8月24日閲覧。
10. ↑  “BIOGRAPHY - 中森明菜 - UNIVERSAL MUSIC JAPAN”.   ユニバーサルミュージック合同会社. 2012年8月24日閲覧。
11. 1 2  『true album akina 95 best』（3×12cmCD）中森明菜、MCAビクター、1995年12月6日。MVCD-36001-3。
12. 1 2  『Akina Nakamori〜歌姫ダブル・ディケイド』（12cmCD）中森明菜、ユニバーサルJ、2002年12月4日。UMCK-1139。
13. ↑  “業界ニュース - 大一商会が『CR中森明菜・歌姫伝説』発表 / P-WORLD”.   P-WORLD. 2006年6月4日時点のオリジナルよりアーカイブ。2012年8月24日閲覧。
14. 1 2 3  “中森明菜 / 落花流水 [CD] [シングル] - CDJournal.com”.   音楽出版社. 2012年4月25日閲覧。
15. ↑  “中森明菜/Akina Nakamori Special Live 2005 Empress CLUB eX [DVD] - CDJournal.com”.   音楽出版社. 2012年8月24日閲覧。
16. 1 2  “中森明菜、25周年記念作品2メーカー発売 - nikkansports.com > 芸能ニュース”. 日刊スポーツ.  日刊スポーツ新聞社 (2006年1月7日). 2006年1月10日時点のオリジナルよりアーカイブ。2011年6月5日閲覧。
17. ↑  “ベスト フィンガー: 25周年記念セレクション｜HMV ONLINE”.  ローソンHMVエンタテイメント. 2012年8月22日時点のオリジナルよりアーカイブ。2012年8月24日閲覧。
18. ↑  “CDアルバム 週間ランキング-ORICON STYLE ランキング”. 2006年01月09日〜2006年01月15日のCDアルバム週間ランキング（2006年01月23日付）.   オリコン. 2012年4月15日閲覧。